# Sint-Rochuskerk (Armentières)
De Sint-Rochuskerk (Frans: Église Saint-Roch) was een kerk in de stad Armentières in het Franse Noorderdepartement. Het gebouw stond in het zuidoosten van het stadscentrum. Het was een driebeukige kerk in neoromaanse stijl. De kerktoren had een eivormige koepel.

## Geschiedenis
Sinds de middeleeuwen telde de stad één parochiekerk, de Sint-Vaastkerk. Met de industriële revolutie en de bloei van de textielnijverheid in Armentières kende de stad in de 19e eeuw een sterke groei. In 1879 kreeg Armentières met de Onze-Lieve-Vrouw van het Heilig Hartkerk (Église Notre-Dame du Sacré-Cœur) een tweede kerk en met de uitbreiding van de stad met nieuwe arbeiderswijken werden de volgende jaren nog verschillende nieuwe kerken opgetrokken.
In 1883 en 1884 werd op initiatief van deken Berteloot ook de Sint-Rochuskerk opgetrokken in een arbeiderswijk, met de hulp van industriëlen. Zo stelde ondernemer César Debosque-Donte gratis een terrein ter beschikking en werd de bouw mee gefinancierd door de familie Cardon, een familie van industriëlen uit de textielsector. De kerk werd opgetrokken naar de plannen van architect Paul Destombes. In 1886 werd de kerk een parochiekerk.
De stad Armentières leed zwaar onder de Eerste Wereldoorlog en in 1916 werd ook de Sint-Rochuskerk platgebombardeerd. Na de oorlog werd de kerk in 1930 herbouwd naar de vooroorlogse plannen. De bouwstijl was gelijkaardig als die van de oude kerk, al werden verschillende architecturale elementen enigszins gewijzigd. In de Tweede Wereldoorlog werd de kerk in 1944 opnieuw gebombardeerd. Na de oorlog werd de kerk voor een derde maal opgebouwd en in 1948 weer geopend.
In 1977 werd het torenkruis door een bliksem vernield. Het gebouw raakte aangetast door schimmel en werd in 2000 gesloten. Een paar jaar later werd de kerk afgebroken. De afbraak startte net voor Kerstmis 2002.